# Wilhelm Giese
Pour les articles homonymes, voir Giese.
Wilhelm Giese (1895 -1990) est un linguiste allemand. Spécialiste des langues romanes et de l’ethnologie comparée des peuples romans, il est l'auteur de nombreuses publications en allemand et en espagnol. 

## Biographie
Fils d'une chanteuse lyrique, Wilhelm Giese naît à Metz, en Lorraine, le 20 février 1895. Il suit une scolarité classique, à l'école élémentaire, puis à l'Oberrealschule de Kaiserslautern, où il obtient l'Abitur. 
Wilhelm Giese s'inscrit à l'université de Munich, mais doit interrompre ses études, du fait de la Première Guerre mondiale. Appelé dans l'armée allemande en 1915, il sert en Serbie, en Roumanie et en France. En 1918, il est fait prisonnier de guerre par les Français. À sa libération, en 1920, il retourne en Allemagne. Il reprend ses études, étudiant la philologie anglaise et celtique, la linguistique, l'ethnologie et la philosophie. À partir de 1923, il devient bibliothécaire du séminaire pour les langues et la culture romanes à l'Institut ibéro-américain de Hambourg. En 1924, il soutient une thèse de doctorat sur les armes, d'après la littérature espagnole des XIIe et XIIIe siècles. 
En 1930, Wilhelm Giese devient enseignant à l'université de Hambourg. En 1935, il obtient la chaire d'études romanes à l'université de Halle. Comme de nombreux universitaires, Wilhelm Giese adhère au NSDAP, le 1er mai 1937. En 1938, il est nommé professeur à l'université de Hambourg, une chaire professorale qu'il occupera jusqu'en 1960. Wilhelm Giese décéda à Hambourg en 1990.

## Carrière
Romaniste de l'école de Hambourg, influencé par l'école des « Mots et des choses », Wilhelm Giese s’intéresse aux diverses manifestations linguistiques et culturelles des peuples indo-européens, en privilégiant une méthode historique, descriptive et comparative. Cette méthode de terrain rigoureuse, propre aux philologues de l'école de Hambourg, fait de l'entre-deux-guerres, l'âge d'or de l'ethnographie allemande. L'étude de Giese sur le Niolo en Corse préfigure celle qu'il réalisa un peu plus tard sur la France rurale des années 1930, dans le cadre de la revue « Volksturm und Kultur der Romanen ». Homme de terrain, comme il l'a prouvé dans le Dauphiné, Wilhelm Giese a su concilier le fruit de ses observations méticuleuses avec celles d'autres chercheurs. Ses travaux linguistiques, aux frontières de l’ethnologie, longtemps oubliés, connaissent aujourd'hui un regain d’intérêt.

## Publications
- Nordost-Cádiz. Ein kulturwissenschaftlicher Beitrag zur Erforschung Andalusiens, Halle 1937.
- Geschichte der spanischen und portugiesischen Literatur, Athenäum-Verl., Bonn, 1949.
- Los pueblos románicos y su cultura popular. Guía etnográfico-folklórica, Bogota, 1962.
- Contribución al estudio del problema del antiguo tocado corniforme de las mujeres vascas, Evert, Hambourg, 1937
- (Dir.) Zur jetzigen Situation der Aromunen auf dem Balkan, Munich, 1965.
- Die Kultur Spaniens, Portugals und Iberoamerikas, Akademische Verlagsgesellschaft Athenaion, Francfort , 1973.
- Zur jetzigen Situation der Aromunen auf dem Balkan, Societatea Academică Română, Munich, 1965.
- Volkskundliches aus den Hochalpen des Dauphiné, in Sonderdruck aus Volkstum und Kultur der Romanen.
- Waffen nach der spanischen Literatur des 12. und 13. Jahrhunderts, thèse, Hambourg, 1924.